# Ковшенков, Фёдор Иванович
Фёдор Иванович Ковшенков (1783—1850) — русский скульптор, литейщик и чеканщик, отец академика скульптуры И. Ф. Ковшенкова.

## Биография
Крепостной человек Анненковой, родившийся в 1783 году, он обратил на себя, искусством в чеканном мастерстве, внимание императора Александра I, который, даровав ему свободу в 1822 году, определил, его в число мастеровых при построении Исаакиевского собора. В 1824 году он выставил в Императорской Академии художеств — вычеканенный из одного медного листа образ Спасителя.
В 1826 году исполнил бронзовый бюст Александра I, а в 1834 году удостоен был от Академии художеств звания свободного (неклассного) художника по лепке и чеканному делу с предложением отлить и отчеканить из казенной меди, по рисунку К. А. Тона, три канделябра для академической церкви, причем один безденежно. Он был также и автором известных в 1840-х гг. характерных конных групп инородцев небольшого размера.
Умер 26 ноября (8 декабря) 1850 года. Похоронен на Смоленском православном кладбище

Примеры работ Фёдора Ковшенков
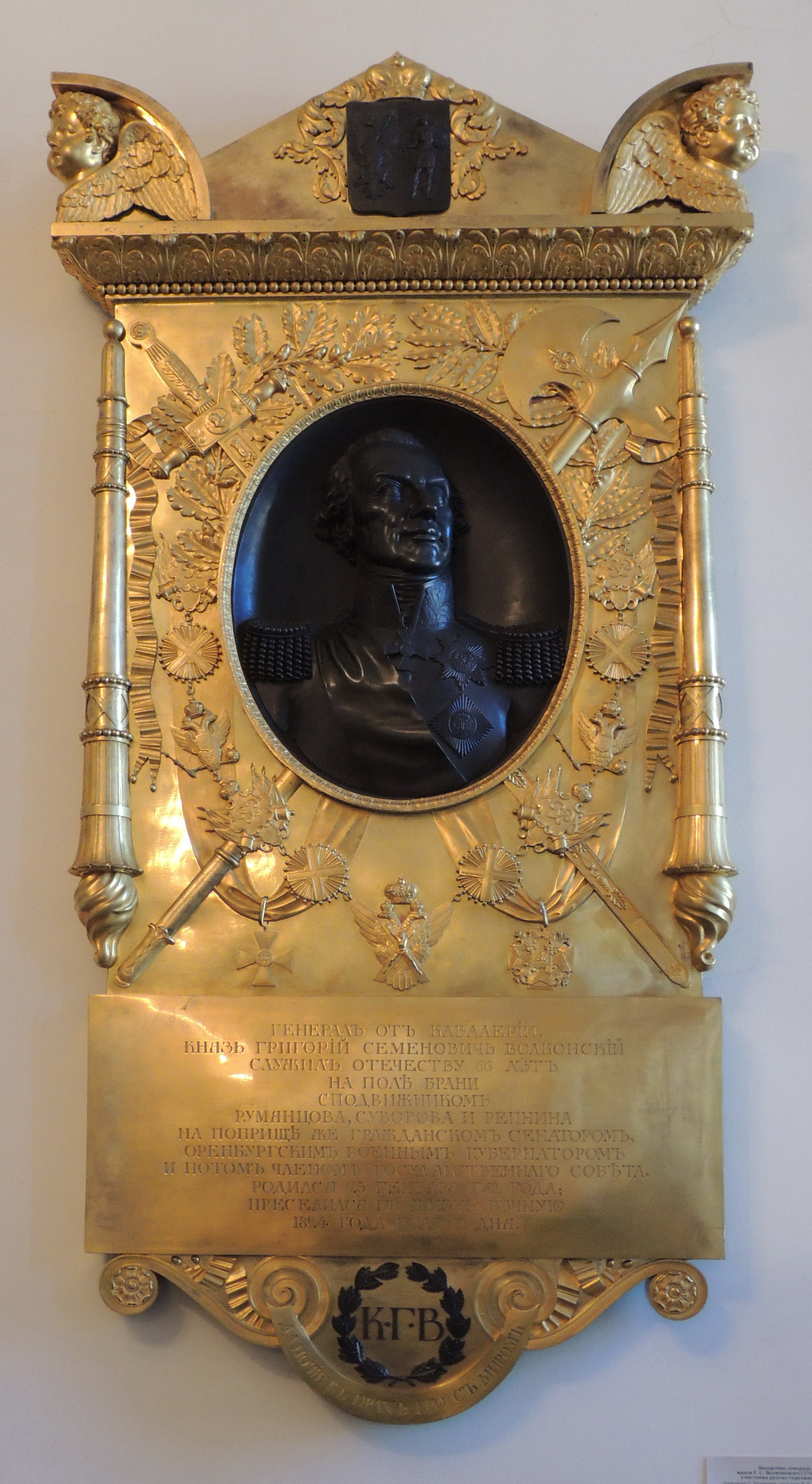
Бронзовая доска с эпитафией и портретом Г. С. Волконского
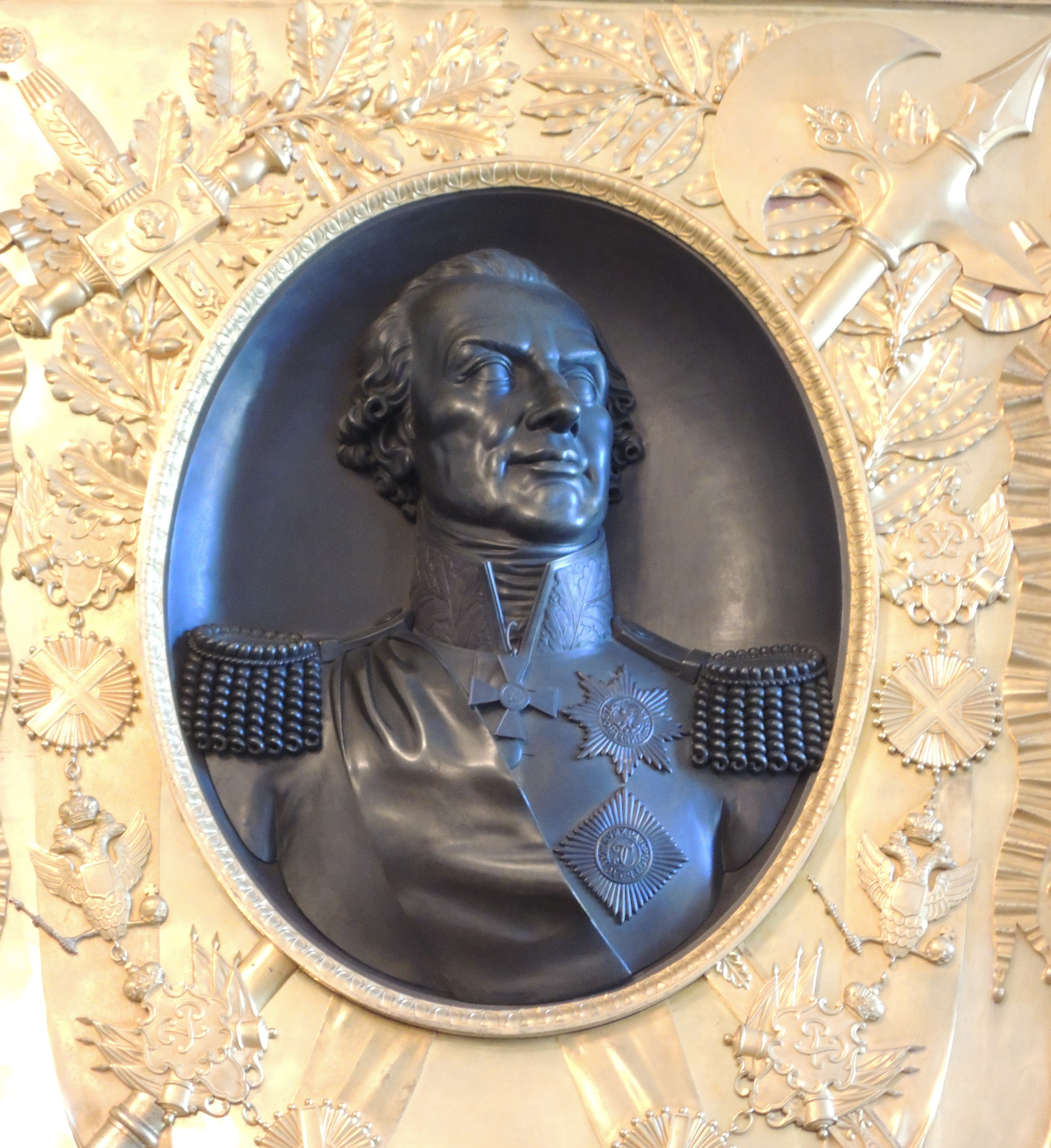
Портрет Г. С. Волконского